# Tulipe et Minibus
Tulipe et Minibus est une bande dessinée écrite par le Belge Hubuc et dessinée par Mike puis par la Française Claire Bretécher, publiée dans l'hebdomadaire français Pilote du no 546 daté du 23 avril 1970 au no 559 daté du 27 juillet 1970.
Seule histoire de plus d'une page publiée par Bretécher dans Pilote et qu'elle n'a pas scénarisée elle-même, c'est un travail de commande lié à l'incapacité d'Hubuc, alors en phase terminale de leucémie, de la dessiner lui-même. Hubuc est d'ailleurs mort avant la fin de la publication.

## Documentation
- Claire Bretécher, Numa Sadoul (int.) et Jacques Glénat (int.), « À bâtons rompus avec Claire Bretécher (et Gotlib) », Les Cahiers de la bande dessinée, no 24,‎ 1974, p. 6-14.

Bande dessinée humoristique